# München (film)
München este un film dramatic istoric și thriller politic bazat pe Operațiunea Mânia lui Dumnezeu, represaliile guvernului israelian împotriva Organizației pentru Eliberarea Palestinei după Masacrul de la München de la Jocurile Olimpice de vară din 1972. Filmul a fost produs și regizat de Steven Spielberg și scris de Tony Kushner și Eric Roth.
Filmat în Malta, Budapesta, Paris și New York, filmul a fost un succes. A obținut recenzii pozitive și cinci nominalizări la Oscar: Cea mai bună imagine, Cel mai bun regizor (Spielberg), Cel mai bun scenariu adaptat, Cea mai bună editare și Cea mai bună coloană sonoră.

## Distribuție
- Eric Bana - Avner Kaufman (bazat pe Yuval Aviv)
- Daniel Craig - Steve
- Sam Feuer - Yosef Romano
- Ciarán Hinds - Carl
- Omar Metwally - Ali
- Mathieu Kassovitz - Robert
- Hanns Zischler - Hans
- Ayelet Zurer - Daphna Kaufman
- Geoffrey Rush - Ephraim
- Mehdi Nebbou - Ali Hassan Salameh
- Gila Almagor - Avner's Mother
- Karim Saleh - Issa
- Michael Lonsdale - Papa
- Mathieu Amalric - Louis
- Ziad Adwan - Kamal Adwan
- Moritz Bleibtreu - Andreas
- Yvan Attal - Tony
- Valeria Bruni Tedeschi - Sylvie
- Meret Becker - Yvonne
- Roy Avigdori - Gad Tsobari
- Marie-Josée Croze - Jeanette, asasinul olandez
- Lynn Cohen - Golda Meir
- Guri Weinberg - Moshe Weinberg
- Makram Khoury - Wael Zwaiter
- Hiam Abbass - Marie Claude Hamshari